# Idomene pusilla
Idomene pusilla är en kräftdjursart som beskrevs av Brady 1910. Idomene pusilla ingår i släktet Idomene och familjen Thalestridae. Inga underarter finns listade i Catalogue of Life.